# Масовно убиство у логору Пуерто Принсеса
Масовно убиство у логору Пуерто Принсеса догодило се 14. децембра 1944. године, током Другог светског рата, у близини града Пуерто Принсеса у филипинској провинцији Палаван. Империјални јапански војници убили су савезничке војнике, затворене у близини града.

## Позадина
12. августа 1942. године, на два транспортна брода стигло је 300 америчких затвореника, преживелих у бици код Батана и бици код Корегидора. Они су били интернирани у стару филипинску касарну, названу Палаванов затворски камп 10А, или Палаван касарна. Следеће две године провели су рашчишћавајући површину од 2.195 са 206 м, а затим су изградили бетонску писту дебелу 20 цм, користећи само ручни алат, колица и две мале мешалице за цемент. Затвореници су такође били приморани да направе покриваче за 150 јапанских авиона. Болесни и бескорисни затвореници замењени су здравијим затвореницима из Маниле током градње. 22. септембра 1944. половина затвореника послата је назад у Манилу. До октобра 1944. узлетиште и оближња лука били су нападнути савезницима. Затвореници су били присиљени да копају склоништа за бомбе у затворском комплексу, који се састојао од ровова дубоких 1,5 метара и широких 1,2 метра. У склониште А било је смештено 50 људи, у склониште Б било је смештено 35, а у склониште Ц било је смештено до 30 људи, а увећана су мањим склоништима за 2-3 човека. Склониште је имало скривени излаз који се протезао даље од бодљикаве жице логора до литице од 18 стопа која је гледала на залив. Војни капетан Фред Бруни био је старији официр међу затвореницима. Доктор Карл Манго и др Хенри Книгт, зубар, такође су били међу затворском популацијом. Премлаћивања су била уобичајена, а оброци су се на крају свели на пиринач дневно. Било је 4 покушаја бекства из затвора. Први, 11. августа 1942, од стране 6 затвореника, од којих се пет придружило филипинским герилцима у јужном Палавану. Други покушај, 29. августа 1942. године, од стране два затвореника такође је успео уз помоћ пријатељских филипинских водича. Трећи у фебруару 1943. и четврти 28. јуна 1943. нису били успешни. 
У августу 1944. године, 1800 људи 131. батаљона, 2. ваздухопловне дивизије, распоређено је да брани аеродром, под командом  капетана Којиме. У децембру 1944. тражио је савет „како да предузме мере у вези са ратним заробљеницима у време непријатељског искрцавања“. Генерал-потпуковник Seiichi Terada, командант 2. ваздухопловне дивизије, након разговора са генералом Томинагом, командантом 4. армије, послао је следећи одговор: 
У време непријатељског слетања, ако ратни заробљеници гаје непријатељски осећај, распоредите их у одговарајуће време.

## Масакр
Да би спречили спашавање ратних заробљеника од савезника, 14. децембра 1944. јединице јапанске четрнаесте армије под командом генерала Tomoyuki Yamashita, вратиле су ратне заробљенике у свој логор. Оглашено је упозорење за ваздушни напад да би се затвореници увукли у ровове склоништа, 150 ратних заробљеника у Пуерто Принсеси ушло је у те ровове, а јапански војници су их запалили користећи бензин.
Затвореници који су покушали да побегну из пламена оборени су митраљеском ватром. Други су покушали да побегну попевши се преко литице која се протезала дуж једне стране ровова, али су касније ловљени и убијани. Само 11 мушкараца избегло је клање; 139 људи је убијено. 
Онима који су побегли у јужни Палаван, и евентуално се спасли, помагали су филипински извиђачи и герилци под командом градоначелника Назарија. 

## Последице
Од жртава, 123 је сахрањено у масовној гробници на националном гробљу Jefferson Barracks, Сент Луис, Мисури. Инцидент је покренуо серију америчких кампања за спасавање ратних заробљеника, попут рације на Кабанатуану 30. јануара 1945, рације у интернационалном кампу Санто Томас 3. фебруара 1945, рације на затвор Билибид 4. фебруара 1945, рације на Лос Баносу 23. фебруара 1945.  Присутно је и сведочење преживелог  Еугена Ниелсена који је убедио америчку војску да крене у кампању за спашавање ратних заробљеника на Филипинима 1945. Године 2006. са Ниелсеном је поново разговарао Geoffrey Panos у име Универзитета у Јути. 
Кости жртава пронађене су почетком 1945. 
После рата, преживели Глен МекДол и Даг Боге помогли су америчком огранку за ратне злочине да идентификује бивше стражаре и официре заточене у затвору Сугамо и саслушане у токијској згради DN Tower 21. Од 33 оптужене за ратне злочине, 16 је суђено, а 6 ослобођено. Међу онима који су 8. новембра 1948. проглашени кривима били су генерал-потпуковник Seiichi Terada, осуђен на доживотну казну, главни наредник Taichi Deguchi, осуђен на вешање, али касније промењен у 30-годишњу казну од стране генерала Даглас Макартур, надређеног Tomisaburo Sawa осуђен на 5 година, главни кувар  Manichi Nishitani, осуђен на 5 година, генерал-потпуковник Kizo Mikama, осуђен на 12 година и потпуковник Mamoru Fushimi, осуђен на 10 година, док су преостала четворица осуђена на 2–5 година . Међутим, 1958. године сви који су остали у затвору ослобођени су по општој амнестији за јапанске затворенике за ратне злочине. 
Дневник јапанског војника имао је следећи запис дана 15. децембар 1944. године.
"Због изненадне промене ситуације, 150 ратних заробљеника је погубљено. Они који су побегли откривени су јутрос у противавионском рову Пуерто Принсеса и стрељани. Они су заиста умрли јадном мизерном смрћу."

## Појава у литератури
Масакр је недавно објављен у књизи Као мртав, одважни бег америчких ратних заробљеника из јапанског логора смрти: Stephen L. Moore, а такође и књиге Последњи човек: Глен МекДоле, УСМЦ , Преживели масакр у Палавану у Другом свјетском рату, Боб Вилбанкс,  и уводне сцене филма Мирамакс из 2005. године, The Great Raid.
Доказе о епизоди забележила су два од једанаест преживелих: Глен МекДол и Руфус Вили Смит из 4. америчка маринца. 